# Окленд (округ)
О́кленд (англ. Oakland County) — округ в штате Мичиган, США. Официально образован в 1819 году. По состоянию на 2013 год, численность населения составляла 1 231 640 человек.

## География
По данным Бюро переписи США, общая площадь округа равняется 2 349,132 км2, из которых 2 248,122 км2 суша и 103,600 км2 или 4,400 % это водоёмы.

## Население
По данным переписи населения 2010 года в округе проживает 1 202 362 жителей в составе 471 115 домашних хозяйств и 315 175 семей. Плотность населения составляет 528,00 человек на км2. На территории округа насчитывается 492 006 жилых строений, при плотности застройки около 218,00-ти строений на км2. Расовый состав населения: белые — 77,30 %, афроамериканцы — 13,60 %, коренные американцы (индейцы) — 5,60 %, азиаты — 0,30 %, гавайцы — 0,00 %, представители других рас — 1,00 %, представители двух или более рас — 2,20 %. Испаноязычные составляли 3,50 % населения независимо от расы.
В составе 32,40 % из общего числа домашних хозяйств проживают дети в возрасте до 18 лет, 54,20 % домашних хозяйств представляют собой супружеские пары проживающие вместе, 9,50 % домашних хозяйств представляют собой одиноких женщин без супруга, 33,10 % домашних хозяйств не имеют отношения к семьям, 27,30 % домашних хозяйств состоят из одного человека, 8,50 % домашних хозяйств состоят из престарелых (65 лет и старше), проживающих в одиночестве. Средний размер домашнего хозяйства составляет 2,51 человека, и средний размер семьи 3,09 человека.
Возрастной состав округа: 25,20 % моложе 18 лет, 7,20 % от 18 до 24, 32,40 % от 25 до 44, 23,90 % от 45 до 64 и 11,30 % от 65 и старше. Средний возраст жителя округа 37 лет. На каждые 100 женщин приходится 95,90 мужчин. На каждые 100 женщин старше 18 лет приходится 92,70 мужчин.
Средний доход на домохозяйство в округе составлял 61 907 USD, на семью — 75 540 USD. Среднестатистический заработок мужчины был 55 833 USD против 35 890 USD для женщины. Доход на душу населения составлял 32 534 USD. Около 3,80 % семей и 5,50 % общего населения находились ниже черты бедности, в том числе — 6,50 % молодежи (тех, кому ещё не исполнилось 18 лет) и 6,50 % тех, кому было уже больше 65 лет.